# Selenit
 Ovo je glavno značenje pojma Selenit. Za druga značenja pogledajte Selenit (razdvojba).
Selenit je naziv za hipotetičnog, imaginarnog stanovnika Mjeseca.  Pojam je nastao prema imenu grčke božice Mjeseca Seleni (grč. Σελήνη, Selếnê). Seleniti se javljaju kod mnogih pisaca znanstvene fantastike i bili su popularni do druge polovice 20. stoljeća, kad je postalo jasno da na Mjesecu nema inteligentnih bića, te su njihovu popularnost preuzela bića s drugih planeta i drugih galaksija. U novije vrijeme pojam se rabi i za čovjeka koji se sprema za let na Mjesec ili je bio na njemu.

## Povijest "stanovnika" Mjeseca
Život izvan Zemlje oduvijek je pobuđivao maštu ljudi. U njoj je Mjesec, kao objekt najbliži Zemlji i pored Sunca najistaknutiji na nebu, imao važnu ulogu, o čemu svjedoče mnogobrojna djela, kako pisaca fikcije tako i znanstvenika, koja obrađuju život na Mjesecu i putovanja čovjeka na Mjesec. Ovdje će biti navedena važnija djela, odnosno prekretnice u povijesti ideje o stanovnicima Mjeseca.

### Prvi zapisi
Prvi poznati zapis koji se smatra začetnikom (proto-)znanstvene fantastike i prvo djelo u kome se spominu Seleniti su Lukijanove "Istinite pripovijesti" (starogrčki Ἀληθῆ διηγήματα, lat. Vera Historia) iz 160. godine, satira u kojoj se u jednoj epizodi opisuje rat između Mjeseca i Sunca, odnosno Selenita (Σεληνίτας - Selenit) i Heliota (Ἡλιώτας - Heliot).

Sljedeće zabilježeno djelo o životu na Mjesecu je japanski monogatari (japanska narativna proza) "Taketori Monogatari" (jap. 竹取物語) iz 10. stoljeća, priča o princezi Kaguyi s Mjeseca koja je za vrijeme međuzvjezdanih ratova zbog sigurnosti sklonjena na Zemlju, gdje su je našli i odgajali sjekači bambusa. Kasnije su je pravi roditelji vanzemaljci svemirskim brodom vratili na Mjesec. Ova je priča početkom 1970-ih do danas masovno adaptirana u raznim područjima umjetnosti, a japanska svemirska letjelica lansirana 2007. dobila je nadimak Kaguya.

### Od početka razvoja astronomije
Potaknut Kopernikovim heliocentrizmom i velikim usponom astronomije krajem 16. stoljeća, porastao je interes za život u svemiru. U to vrijeme nije bilo neobično da i znanstvenici spekuliraju o životu na drugim nebaskim tijelima. Prvi znanstvenik koji se javno izjašnjavao kao pristaša inteligentnog života na drugim planetima bio je Giordano Bruno, a o životu na Mjesecu pisali su i Johannes Kepler, Pierre Gassendi i Christiaan Huygens.
Nasuprot njima, Giovanni Riccioli, koji je s Francescom Grimaldijem izradio je 1665. detaljnu teleskopsku studiju Mjeseca koju je uključio u "Novi almagest" (lat. Almagestum Novum), u njoj navodi da Mjesec mjesec nalikuje pustinji i da nije nastanjen.
U 17. stoljeću napisano je nekoliko djela koja obrađuju temu života na Mjesecu. Osim novih astronomskih otkrića, potaknuo ih je Francis Godwin svojim djelom "Čovjek na Mjesecu" (The Man in the Moone, izvorno u prvom izdanju The Man in the Moone: Or A Discourse of a Voyage Thither by Domingo Gonsales, the Speedy Messenger ili u drugom izdanju The Strange Voyage and Adventures of Domingo Gonsales, to the World in the Moon, po opće prihvaćenom mišljenju napisano 1627./1628. godine, objavljeno postumno 1638.).
Pod Godwinovim utjecajem, John Wilkins je već 1638. objavio djelo "Otkriće svijeta na Mjesecu" (The Discovery of a World in the Moone), a zatim 1640. nastavak "Rasprava o novom planetu" (A Discourse Concerning a New Planet) u kojima uvodi ideju o Mjesecu kao mjestu na kome bi mogla boraviti živa bića, Seleniti.
Stanovnike Mjeseca opisuje i Gassendijev učenik Cyrano de Bergerac (koga je u istoimenom djelu ovjekovječio Edmond Rostand) u djelu "Drugi svjetovi: ili države i carstva Mjeseca" (fr. L’Autre monde ou les États et empires de la Lune, objavljenom postumno, 1657). Ovim i sljedećim djelom "Države i carstva Sunca" (Les États et Empires du Soleil, 1662.) de Bergerac je mješavinom znanosti i fikcije postavio model za kasnije pisce, kao što su Jonathan Swift, Edgar Allan Poe i Voltaire.

### U 18. i 19. stoljeću
U 18. i 19. stoljeću objavljena su mnoga djela o putovanju na Mjesec i druga nebeska tijela, koja su doprinijela sveukupnom povećanju popularnosti žanra.
Iz tog razdoblja izdvaja se djelo "Sizigije i lunarne kvadrature" (Sizigias y cuadraturas lunares; sizigija i kvadratura su termini iz astronomije) Manuela Antonija de Rivasa iz 1775. (otkrivenom 1958. godine) kao prvi tekst znanstvene fantastike objavljen u Americi. U njemu de Rivas stanovnika Mjeseca naziva "anktitona" (šp. anctítona).
Iz 19. stoljeća poznata je velika podvala o stanovnicima Mjeseca. U seriji od 6 članaka njujorški dnevnik The Sun 1835. "prenosi" vijest iz časopisa Edinburgh Courant, u kojoj narator, (izmišljeni) Herschelov suradnik Dr. Andrew Grant, opisuje fantastične životinje s Mjeseca, među njima i humanoide nalik šišmišima, koje je novim teleskopom otkrio Sir John Herschel, vodeći astronom tog vremena. (Herschel je 1780. u pismu Nevilu Maskelyneu napisao "gotovo apsolutno je sigurno da je Mjesec nastanjen".)
Autorstvo teksta pripisuje se novinaru Richardu Adamsu Lockeu, a vjeruje se da je ovu senzacionalističku novinsku patku, osim zbog povećanja tiraže, plasirao zbog ismijavanja ekstravagantnih astronomskih teorija objavljenih nešto prije, kao što je na primjer "Otkriće mnogih jasnijih tragova stanovnika Mjeseca, osobito jedne kolosalne umjetne građevine" (Entdeckung vieler deutlicher Spuren der Mondbewohner, besonders eines colossalen Kunstgebäudes derselben, 1824.) profesora astronomije s Münchenskog sveučilišta Franza von Paula Gruithuisena, ili "izračun" znanstvenika Thomasa Dicka koji u djelu "Kršćanski filozof" (The Christian Philosopher) iz 1823. navodi 21,9 bilijuna stanovnika u Sunčevom sustavu, odnosno 4,2 milijarde stanovnika na Mjesecu.
Značajan utjecaj imao je Jules Verne svojim mnogobrojnim djelima, iako u djelu "Oko Mjeseca" (fr. Autour de la Lune) iz 1870. protagonisti zaključuju da nema života na Mjesecu. Djelomično zasnovanom na njegovom prethodnom romanu "Put na Mjesec" (De la Terre à la Lune, 1865.), Jacques Offenbach 1875. uvodi znanstvenu fantastiku u glazbu stavljajući Selenite u radnju operete istoimenog naziva.

### Od 20. stoljeća
Razvoj novih tehnologija u 19. stoljeću (osobito telekomunikacija) stvorio je plodno tlo za razvoj znanstvene fantastike početkom 20. stoljeća, a osim literature počinju se javljati djela i u drugim područjima, prvenstveno u kinematografiji.
Slično utjecaju Godwina iz 17. stoljeća na tadašnje autore, na autore 20. stoljeća značajno je utjecao Herbert George Wells svojim djelima. U romanu Prvi ljudi na Mjesecu, objavljenom 1901., opisuje Selenite kao bića s naprednom inteligencijom.
Seleniti se na filmu prvi put pojavljuju 1902. u kratkom nijemom filmu "Put na Mjesec" (fr. Le Voyage dans la Lune) Georgesa Mélièsa, inspiriran Verneovim i Wellsovim romanima. Tim je djelom započeo nagli razvoj znanstvene fantastike na filmu.
Većinom zasnovanim na djelima iz literature, život na Mjescu obrađivan je i u drugim područjima, s početkom:
- stripovi od 1940-ih
- televizija od 1960-ih
- računalne i videoigre od 1980-ih.

U sklopu programa za istraživanja svemira na Mjesec je poslano više od 50 letjelica. Rezultati istraživanja pokazali su da na Mjesecu nema života te je interes znanstvene fantastike za stanovnike Mjeseca splasnuo i preorijentirao se na život na drugim nebeskom tijelima.

#### Wikizvor
1. ↑   Wikizvor na grčkom jeziku ima izvorni tekst na temu: Selenit, Lukijanove "Istinite pripovijesti"
2. ↑   Wikizvor na engleskom jeziku ima izvorni tekst na temu: The Man in the Moon, drugo izdanje djela "Čovjek na Mjesecu" Francisa Godwina.
3. ↑   Wikizvor na francuskom jeziku ima izvorni tekst na temu: Selenit, djelo "Drugi svjetovi: ili države i carstva Mjeseca" Cyrana de Bergeraca.
4. ↑   Wikizvor na francuskom jeziku ima izvorni tekst na temu: Selenit, Libreto operete "Put na Mjesec" Jacquesa Offenbacha.
5. ↑   Wikizvor na engleskom jeziku ima izvorni tekst na temu: Selenit, djelo "Prvi ljudi na Mjesecu" H. G. Wellsa.